# Jon Johansen

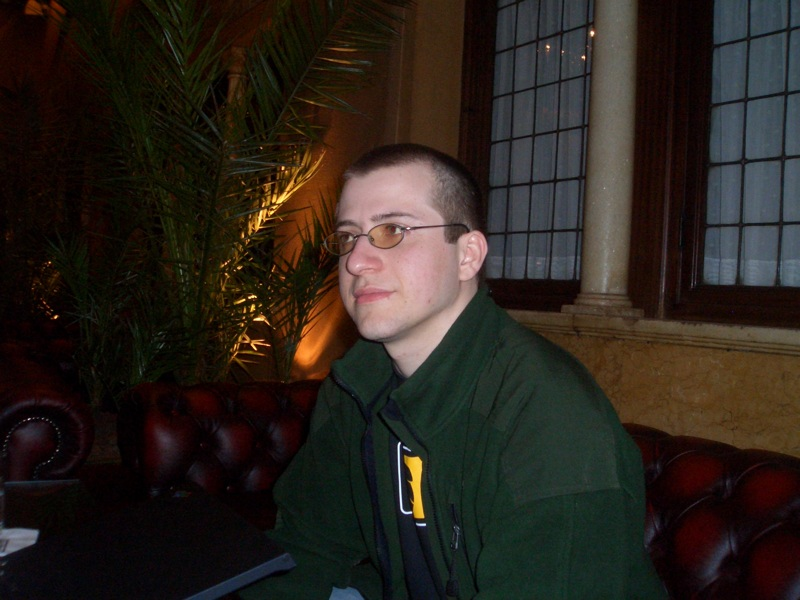
Jon Lech Johansen

Jon Lech Johansen (ur. 18 października 1983 w Harstad), znany też jako DVD Jon – norweski programista zaangażowany w rozkodowywanie systemów zabezpieczeń przed kopiowaniem (DRM). Jego ojciec jest Norwegiem, a matka – Polką. 

## Działalność
w 1999 roku wczestniczył w stworzeniu programu deszyfrującego zakodowane filmy DVD-Video – DeCSS. W 2002 r. w Norwegii odbył się z tego powodu proces, w którym był oskarżony o nielegalne działanie, został jednak uznany za niewinnego. Drugi proces odbył się w 2003 r. i również zakończył się uniewinnieniem Johansena.
Johansen stworzył także zestaw otwartych sterowników do odtwarzacza MP3 JazPiper (OpenJaz, 2001) i program QTFairUse do odczytywania zakodowanych strumieni AAC (2003). W 2004 r. dołączył do zespołu programistów VideoLAN, dla którego opracował wtyczkę do odtwarzania mediów zabezpieczonych systemem FairPlay oraz odtwarzanie materiałów zakodowanych w WMV9. 
Zdołał też ominąć zabezpieczenia protokołu AirPort Express firmy Apple i algorytm ochrony plików NSC z Windows Media Playera.